# Radius – Tödliche Nähe
Radius – Tödliche Nähe (Originaltitel: Radius) ist ein kanadischer Thriller aus dem Jahr 2017 von Caroline Labrèche und Steeve Léonard, die auch beide für das Drehbuch verantwortlich waren und Léonard außerdem den Filmschnitt übernahm. In den Hauptrollen sind Diego Klattenhoff und Charlotte Sullivan zu sehen.

## Handlung
Nach einem Autounfall erlangt ein Mann blutig und desorientiert sein Bewusstsein wieder. Er taumelt auf die Straße und winkt eine vorbeifahrende Autofahrerin zu Hilfe. Als sie sich ihm nähert, verliert sie die Kontrolle über das Fahrzeug und kommt von der Straße ab. Der Mann findet sie tot im Auto vor. Nachdem er per Handy Hilfe gerufen hat, stellt er fest, dass er weder weiß, wo er ist, noch wie er heißt. Er überprüft seine Brieftasche und erfährt, dass sein Name Liam Hartwell ist. Auf dem Rückweg in die Stadt hält Liam an einem Imbiss, wo er alle Gäste tot vorfindet. Er hört in den Nachrichten, dass ein Virus für die Vorfälle verantwortlich sein könnte. Daher verdeckt er Nase und Mund mit einem Tuch. Er bricht in ein Haus ein, was sich dem Zuschauer im weiteren Verlauf als seines herausstellt. Als er einen Bauern in der Nähe bemerkt, versucht er, den Mann dazu zu bringen, das Gebiet zu verlassen. Der Bauer nähert sich Liam dennoch und sinkt tot zu Boden. Als Liam auffällt, dass auch Tiere sterben, wenn er in ihre Nähe kommt, erkennt er, dass die Ursache für die ungeklärten Todesfälle er selbst ist, und verbarrikadiert sich in seinem beim Haus anliegenden Schuppen.
Eine Frau, die ebenfalls unter Amnesie leidet, sucht nach Liam und kann sich ihm annähern, ohne Schaden zu nehmen. Sie berichtet ihm, dass sie während des Autounfalls neben ihm saß. Sie weiß jedoch weder warum sie zusammen unterwegs waren, noch was den Unfall verursacht hat. Liam erwähnt seine Theorie über die Todesfälle nicht und fragt die Frau nach ihrem Namen. Sie erzählt, dass sie ihren Namen nicht kenne, von allen aber Jane genannt werde. Liam befragt sie weiter, um herauszufinden, ob ihr etwas Seltsames zugestoßen ist, und erfährt von ihr, dass ihre Untersuchungen im Krankenhaus nichts Auffälliges ergeben hätten. Um Näheres in Erfahrung zu bringen, begeben sich die beiden zur Unfallstelle. Dort finden sie einen verkohlten Kreis vor, und Liam erzählt ihr schließlich von seinen Erlebnissen im Anschluss an ihren Unfall. Angstvoll weicht Jane vor ihm zurück und besteht lautstark darauf, dass er sich von ihr fernhält. Eine vorbeikommende Polizistin wird Zeugin ihrer Auseinandersetzung. Als sich Jane zu weit von Liam entfernt, fällt auch die Polizistin tot zu Boden.
Anhand einer Ziege beweist Liam Jane seinen Verdacht, dass jedes Lebewesen stirbt, das sich ihm nähert, es sei denn, Jane befindet sich innerhalb eines Radius von 15 Metern um ihn. Um sich nicht der Gefahr einer Verhaftung auszusetzen, überlegen sie sich eine Strategie, Liam in einem vom bisherigen Geschehen entfernter liegenden Krankenhaus untersuchen zu lassen. Nur mit Mühe gelingt es ihnen dort, Jane zu ermöglichen, sich während der Untersuchungen nicht zu weit von Liam zu entfernen. Sie erfahren aus den Nachrichten, dass die Behörden durch den Vorfall mit der Polizistin inzwischen nach Liam fahnden. Nach der Untersuchung kann Liam dem Arzt gerade noch rechtzeitig die Information entringen, dass auch er völlig gesund ist, bevor Polizisten, die gerade auf der Station nach ihm suchen, ihn entdecken. Aus Sorge, sie könnten durch eine Festnahme getrennt werden, fliehen Liam und Jane. An einem Nachrichtenbrett mit Vermissten hat Jane erneut einen Flashback und zögert zu lange, so dass Liam bereits einen Aufzug betreten hat, ohne zu bemerken, dass sie nicht mehr bei ihm ist. Panisch versucht Jane nun, seiner Aufzugkabine durchs Treppenhaus hinab zu folgen. Währenddessen drängt Liam die Mitfahrenden die Kabine zu verlassen, sobald sich die Türen öffnen. Schließlich können beide gemeinsam aus dem Krankenhaus fliehen, ohne dass jemand durch Liam zu Schaden gekommen ist.
Im Radio hört Jane, dass ihr wirklicher Name Rose Daerwood ist und dass ihr Mann Sam sie auffordert, nach Hause zu kommen. Obwohl Rose vorsichtig ist, schlägt sie Liam vor, Sam um Hilfe zu bitten. Sam glaubt ihre Geschichte zunächst nicht, Liam kann ihm jedoch seine schreckliche Fähigkeit demonstrieren, indem er sich einigen Vögeln nähert. Sam berichtet, dass Rose bei der Suche nach ihrer lange verschollenen Zwillingsschwester Lily verschwunden ist. Rose fällt nun wieder ein, dass sie vor dem Unfall selbstmordgefährdet war und Liam ihr das Leben gerettet hat, als sie von einer Brücke springen wollte. Als Sam die beiden bei einem kurzen Schlaf einander berührend vorfindet, wird er eifersüchtig und warnt Rose vor Liam. Seine Ablehnung Liam gegenüber wird noch stärker, als Liam und Rose darauf bestehen, ohne Sam in Liams abgelegene Hütte zu fliehen. Doch Sam möchte sie gerade jetzt unbedingt begleiten. Aufgebracht ruft er die Polizei an, bereut es jedoch schon bald und möchte die beiden im letzten Moment warnen. Doch inzwischen sind die Polizisten bereits eingetroffen und lassen sich nicht davon abbringen, Rose und Liam in getrennten Fahrzeugen auf die Wache zu bringen. Dabei kommen sowohl die Beamten als auch alle Anwesenden Schaulustige zu Tode. Um bei den nun anstehenden Ermittlungen den Sachverhalt zu erläutern und so die Situation für Rose und Liam entschärfen zu können, lässt Sam die beiden alleine zu Liams Hütte aufbrechen.
An einer Tankstelle erfahren sie aus dem Fernsehen, dass an der Stelle, an der sie ihren Unfall hatten, eine kosmische Anomalie auf der Erde einschlug. In der abgelegenen Hütte angekommen, geht Liam zunächst spazieren und fährt mit dem Boot auf dem nahegelegenen Teich. Dort wird ihm klar, dass er Lily getötet und hier im Wasser versenkt hat, und dass er auch Rose töten wollte. Währenddessen erkundet Rose Liams Hütte und entdeckt eine Sammlung von Zeitungsausschnitten, denen sie entnimmt, dass Liam ein Serienmörder ist und ihre Schwester Lily entführt und getötet hat. Zudem findet Rose bei den Zeitungsausschnitten ein Notizblock, der ihren Namen als Titel auf der letzten beschrieben Seite enthält. Rose geht deraufhin Liam mit vorgehaltenem Gewehr entgegen und konfrontiert ihn mit ihrem Verdacht, kann sich aber nicht dazu durchringen, ihn zu töten. Zurück an der Hütte werden beide vom Tankwart und dessen Söhnen überrascht, die sie im Fernsehen wiedererkannt haben und ihnen gefolgt sind. Sie wollen Liam als vermeintlichen Terroristen lynchen. Im darauf entbrennenden Kampf tötet Liam zwei der Männer, indem er vor ihnen zurückweicht und diese somit nicht mehr in dem durch Rose geschützten Bereich sind. Rose wird von dem verbleibenden Sohn im Davonlaufen in den Rücken geschossen. Daraufhin fährt Liam Rose in ein Krankenhaus. Im Zuge der Behandlung werden die beiden voneinander getrennt, doch Liam unternimmt diesmal nichts dagegen,  sondern setzt sich eine Waffe an die Schläfe und drückt ab.

## Hintergrund
Die Filmemacher ließen sich lose vom Film Oldboy und einem Superman-Kapitel inspirieren, in dem alle Menschen starben, die sich Superman näherten. Die Dreharbeiten begannen im Juni 2016 im kanadischen Manitoba. Drehorte waren die beiden Städte Selkirk und Winnipeg.
Der Film feierte am auf dem Fantasia International Film Festival seine Premiere. Am 22. Februar 2019 erschien der Film im deutschen Videoverleih.

## Rezeption
„Ein mit einfachen Mitteln spannend inszenierter Thriller mit überzeugenden Hauptdarstellern und cleveren Plotwendungen“

Film-Rezensionen urteilt final der Film hat viele gute Elemente, ist am Ende aber einfach nicht konsequent und durchdacht genug, um diese wirklich zu nutzen. Schnittberichte schreibt Übrig bleibt ein spannender SciFi- Drama- Krimi Mix mit guten Darstellern, einer interessanten Story, schönen Bildern aus der Hand von Simon Villeneuve und einer unaufdringlichen Musikbegleitung. Leider ist nach einmal ansehen die Luft schon wieder raus. Obwohl...evtl. gibt's noch ein paar Dinge die man übersehen hat….
Auf Rotten Tomatoes konnte der Film 14 der 15 Kritiker positiv stimmen. Bei über 500 Publikumsbewertungen hat er eine Wertung von 60 %.